# 月亮港
月亮港（法語：Port de la Lune）是波尔多港口的口语化名称，因为加龙河流经城市的河段形状弯曲如同新月。这是新月出现在市徽中的缘由。
自2007年6月，波尔多市的一部分被列入联合国教科文组织世界遗产名录。
左岸是自16世纪至20世纪非常活跃的波尔多贸易港口的主体部分。目前港口已迁移至下游，市区河段改作休闲娱乐用途（船只和步行），过去的仓库已被改为长4公里的行人步道、自行车道和商店。

波尔多市徽
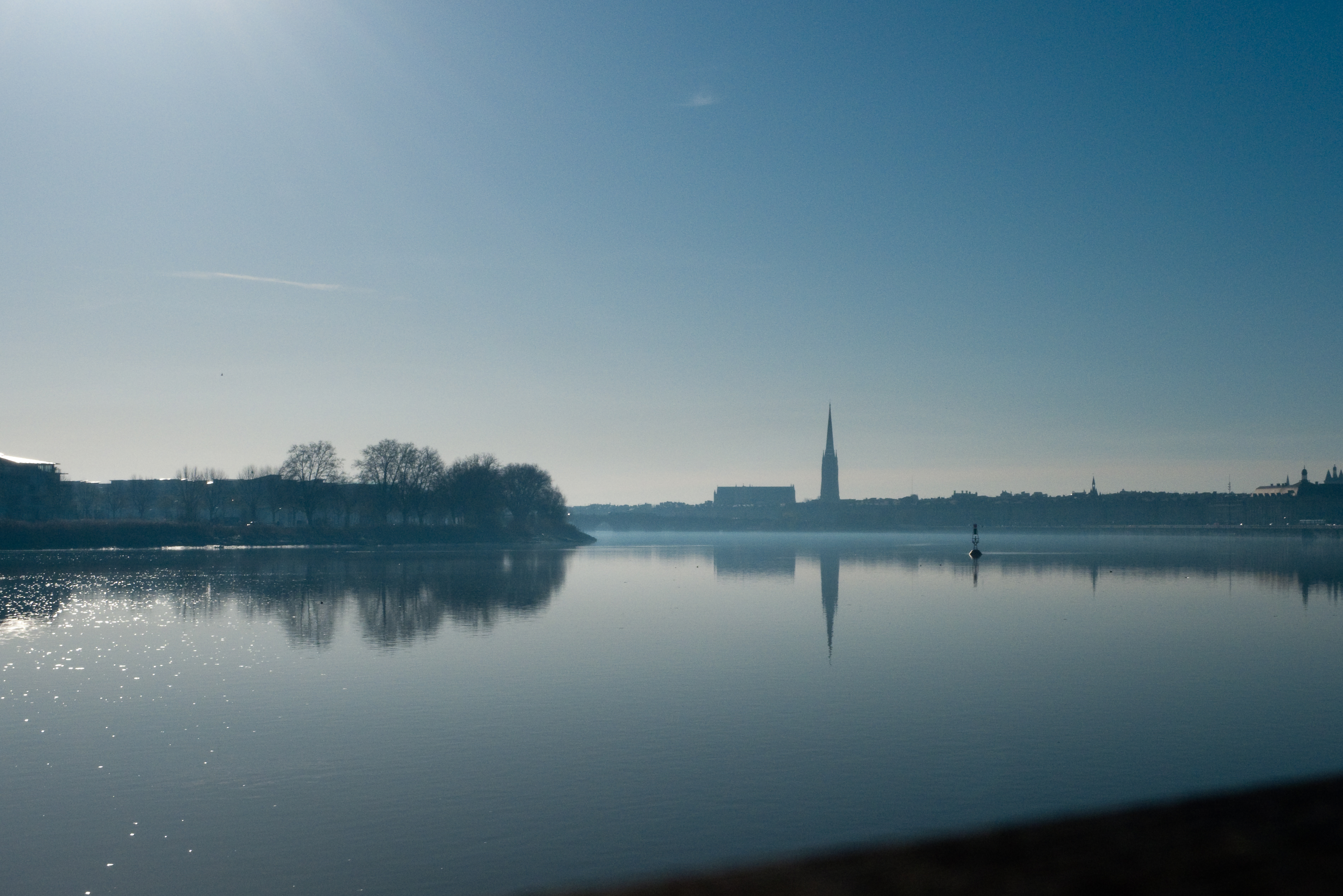
月亮港
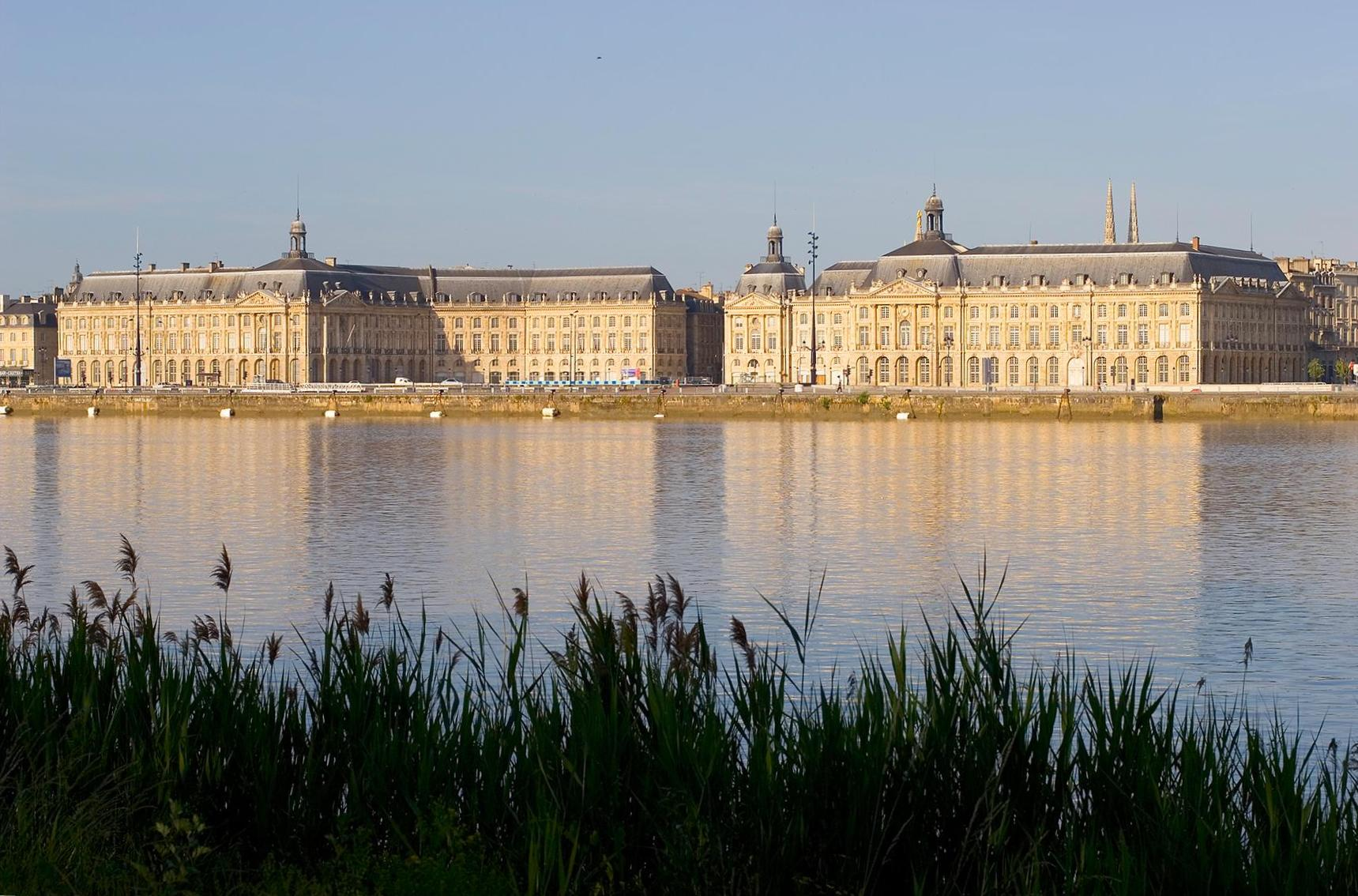
码头